# 蕭文昭
蕭文昭（1862年—?），湖南省長沙府善化縣人，清朝政治人物、同進士出身。

## 生平
光緒二十年（1894年），萧文昭参加光緒甲午科殿試，登進士三甲22名。同年五月，授刑部代递主事。
清光绪三十二年（1906年），萧文昭被派往浙江杭州，出任候补知府，其后历任衢州知府、处州知府、绍兴知府等职务，武昌起义后，浙江宣布独立，萧文昭因此辞职。民国期间逝世。
湖南省人大常委會副主任肖雅瑜是他的后裔。